# Oleksij Mychajlyčenko
Oleksij Oleksandrovyč Mychajlyčenko, ukrajinsky Олексій Олександрович Михайличенко, * 3. březen 1963, Kyjev, v časech své hráčské kariéry známý pod ruskou verzí svého jména Alexej Michajličenko (Алексей Михайличенко), je bývalý sovětský fotbalista ukrajinské národnosti. Hrával na pozici záložníka.
Se sovětskou fotbalovou reprezentací vybojoval stříbrnou medaili na mistrovství Evropy roku 1988. Ve stejném roce vyhrál fotbalový turnaj na letních olympijských hrách v Soulu. Hrál i na evropském šampionátu roku 1992 (v dresu Společenství nezávislých států).. Sovětský svaz reprezentoval ve 39 zápasech, v nichž vstřelil 9 branek. Za Společenství nezávislých států odehrál 5 utkání a dvakrát v letech 1992–1994 reprezentoval i samostatnou Ukrajinu.
S Dynamem Kyjev vyhrál v sezóně 1985/86 Pohár vítězů pohárů. Čtyřikrát s ním slavil mistrovský titul (1981, 1985, 1986, 1990). Se Sampdorií Janov se stal též mistrem Itálie (1991) a s Glasgow Rangers pětkrát mistrem Skotska (1992, 1993, 1994, 1995, 1996).
Roku 1988 byl vyhlášen nejlepším fotbalistou Sovětského svazu. V anketě Zlatý míč, která hledala nejlepšího fotbalistu Evropy, skončil ve stejném roce čtvrtý.
Po skončení hráčské kariéry se stal trenérem, vedl mj. Dynamo Kyjev, ukrajinskou jednadvacítku (stříbrná medaile z mistrovství Evropy 2006) či ukrajinskou reprezentaci.